# Vertikalsonnenuhr
Die Vertikalsonnenuhr ist eine Sonnenuhr mit senkrechtem Zifferblatt. Sie befindet sich meistens auf einer Gebäudewand, auf der freier Platz vorhanden ist und die verschönert werden soll. Sie ist deshalb die am häufigsten vorkommende Sonnenuhr.

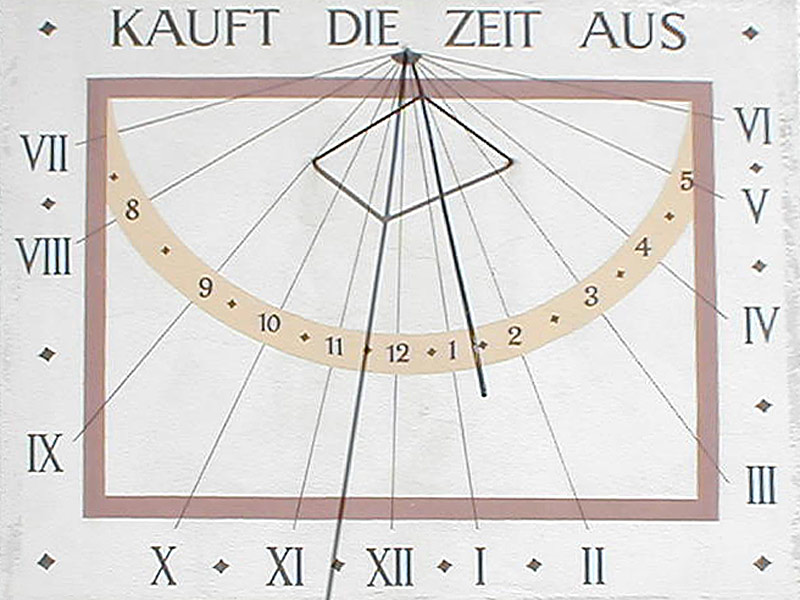
Vertikalsonnenuhr mit Polstab für Wahre Ortszeit an einer geringfügig westabweichenden Wand (die Skala enthält für den Nachmittag eine Stundenlinie mehr als für den Vormittag)

## Beschreibung
Im Gegensatz zur Horizontalsonnenuhr handelt es sich hierbei um keine Ganztagessonnenuhr. Am längsten wird (auf der Nordhälfte der Erde) eine genau nach Süden gerichtete Wand von der Sonne beschienen, nämlich 12 Stunden an den Tagen der Tag-Nacht-Gleichen. An den längeren Sommertagen sind es sogar weniger als 12 Stunden, und die frühen Morgen- und die späten Abendstunden können auf einer Nordwand-Sonnenuhr angezeigt werden. Mit entsprechender Einschränkung der Anzeigedauer kann jede beliebig ausgerichtete Wand mit einer Vertikalsonnenuhr versehen werden. Eine Ost- beziehungsweise eine West-Sonnenuhr zeigt zwischen Sonnenaufgang und Mittag (Wahre Ortszeit) beziehungsweise zwischen Mittag und Sonnenuntergang an. Zwillingssonnenuhren, die Ost- und West-Sonnenuhr kombinieren, findet man gelegentlich in großen Innenhöfen von Schlössern oder Klöstern.

## Berechnung
Zeigt die Wand genau nach Süden, so ist das Zifferblatt symmetrisch, und es gilt folgende Gleichung für den Winkel α zwischen Stundenlinie und Meridian (Vertikale), der außer einer Funktion des Stundenwinkels τ auch eine der Ortskonstanten Φ (geographische Breite) ist:
{\displaystyle \alpha =\arctan(\cos \phi \cdot \tan \tau )} 
Der Winkel α = 0° gilt für die 12-Uhr-Linie (Wahre Ortszeit).
Meistens zeigt die benutzte Wand nicht genau nach Süden. Sie ist etwas nach Ost oder West verdreht. Für die jetzt unsymmetrische Skala gilt die Gleichung:
{\displaystyle \alpha =\arctan({\frac {\cos \phi }{\sin \phi \cdot \sin d+\cot \tau \cdot \cos d}})} 
d ist der Verdrehwinkel der Wand (positiv bei westlicher Abweichung). Die  12-Uhr-Linie bleibt vertikal (τ=0° → α=0°).